# Bent Hansen
Bent Hansen (ur. 13 września 1933 w Kopenhadze, zm. 8 marca 2001 w Gentofte) – piłkarz duński grający podczas kariery na pozycji obrońcy.

## Kariera klubowa
Całą karierę piłkarską Bent Hansen spędził w klubie Boldklubben af 1893.

## Kariera reprezentacyjna
W reprezentacji Danii Hansen zadebiutował 24 września 1958 w zremisowanym 1–1 towarzyskim meczu z RFN. W 1960 wystąpił w Igrzyskach Olimpijskich. Na turnieju w Rzymie Dania zdobyła srebrny medal, a Hansen wystąpił w pięciu meczach z Argentyną, Polską, Tunezją, Węgrami i Jugosławią. W 1964 wystąpił w Pucharze Narodów Europy. Dania zajęła ostatnie, czwarte miejsce a Hansen wystąpił w obu jej meczach z ZSRR i Węgrami. Ostatni raz w reprezentacji wystąpił 27 października 1965 w zremisowanym 1–1 meczu eliminacji Mistrzostw Świata z Grecją. Od 1958 do 1965 roku rozegrał w kadrze narodowej 58 meczów, w których zdobył bramkę.